# Ferrantino Malatesta
Ferrantino Malatesta, italijanski kondotjer, * 1258, Rimini, † 12. november 1353, Rimini.